# Amata Kabua

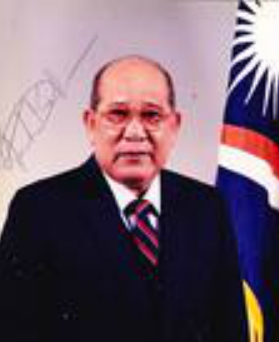
Amata Kabua

Amata Kabua (* 17. November 1928; † 20. Dezember 1996 auf Hawaii) war ein Politiker der Marshallinseln. Er war ab dem 1. Mai 1979 Präsident der Inselgruppe und blieb es fünf Amtszeiten lang bis zu seinem Tod.

## Karriere und Tod
Kabua begann seine berufliche Karriere als Lehrer, bevor er Häuptling des Majuro-Atolls wurde. Nach Ausrufung der Republik wählte das Parlament ihn zum ersten Präsidenten. Kabua war einer der wichtigsten Verhandlungsführer im Kampf um die Unabhängigkeit der Marshallinseln.
Er zeichnet auch für den Text und die Musik von Forever Marshall Islands, der Nationalhymne des Pazifikstaates, verantwortlich.
Kabua starb am 20. Dezember 1996 nach langer Krankheit. Die Amtsgeschäfte übte zunächst kommissarisch Kunio Lemari aus. Im Januar 1997 wurde Kabuas Cousin Imata Kabua zu seinem Nachfolger gewählt.